# 朱小华 (数学家)
朱小华（1968年12月—），浙江鄞州人，中国数学家，北京大学数学科学学院教授，研究领域为微分几何和几何分析等。1990年毕业于杭州大学（现浙江大学）。1995年在杭州大学获得理学博士学位。2017年荣获中国数学会第十六届陈省身数学奖。